# Caddo Mills
Caddo Mills är en ort i Hunt County i Texas. Vid 2010 års folkräkning hade Caddo Mills 1 338 invånare.